# GPSS
GPSS (General Purpose Simulation System) ist eine Programmiersprache für die Simulation von Warteschlangen-Netzwerk-Modellen (wie z. B. Produktionsprozesse). 
Die Sprache wurde 1961 von Geoffrey Gordon entwickelt.
Sie spielt heutzutage nur noch eine untergeordnete Rolle. Trotzdem gibt es für heutige Architekturen noch entsprechende Software.